# Vřesna

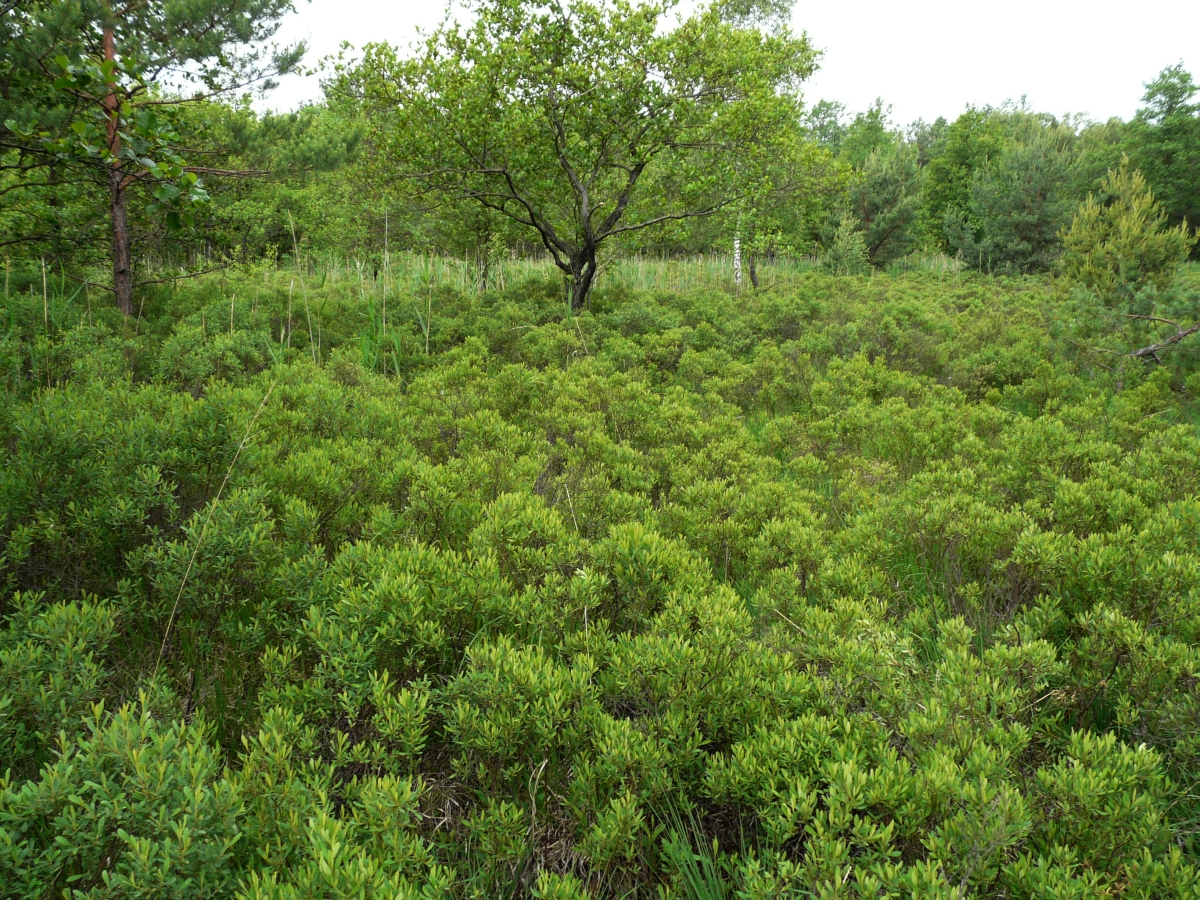
Porost vřesny bahenní v Polsku

Vřesna (Myrica) je rod rostlin z čeledi vřesnovité. Jsou to opadavé dřeviny s jednoduchými střídavými listy a drobnými bezobalnými květy v jehnědovitých květenstvích.
Rod zahrnuje jen 2 druhy. Vřesna bahenní se vyskytuje v severní a západní Evropě, druh Myrica hartwegii je endemit pohoří Sierra Nevada v Kalifornii. V minulosti bylo do rodu Myrica řazeno okolo 50 druhů, z nichž většina byla na základě výsledků molekulárních studií přeřazena do samostatného rodu Morella (voskovník).
Vřesna bahenní je občas pěstována jako sbírková dřevina v botanických zahradách. V minulosti sloužila též k aromatizaci piva a barvení vlny.

## Popis
Vřesna jsou opadavé, bohatě větvené, většinou dvoudomé keře dorůstající výšky do 2 metrů. Větévky jsou temně purpurové, žláznatě tečkované. Listy jsou střídavě postavené, tenké nebo víceméně kožovité, obkopinaté, obvejčité nebo eliptické, až 10 cm dlouhé. Čepel listů je v horní polovině vroubkovaně zoubkatá, na ploše žláznatě tečkovaná.
Květenství jsou jednopohlavná, jehnědovitá a vyvíjejí se před olistěním nebo s růstem listů. Květy jsou jednopohlavné, bezobalné, podepřené listeny. Samčí květy obsahují obvykle 3 až 5 tyčinek, často srostlých do větveného sloupku. Semeník v samičích květech je svrchní, obsahuje jednu komůrku s jediným vajíčkem a nese krátkou čnělku. Plody jsou vejcovité, 1,5 až 3 mm dlouhé, na povrchu hladké a bez voskovitého pokryvu, obklopené houbovitými zbytnělými listenci a seskupené do kulovitého plodenství.

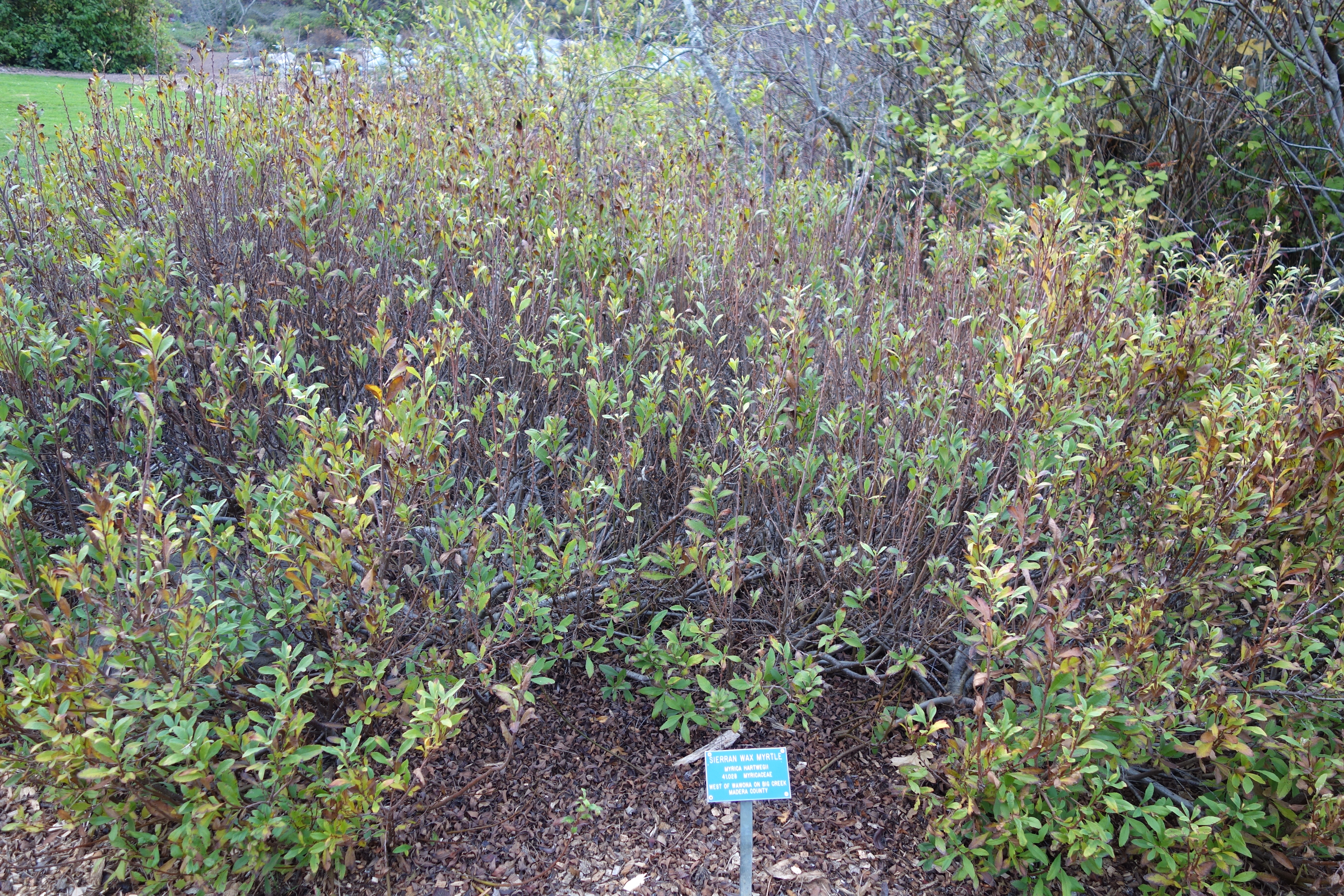
Severoamerický druh Myrica hartwegii
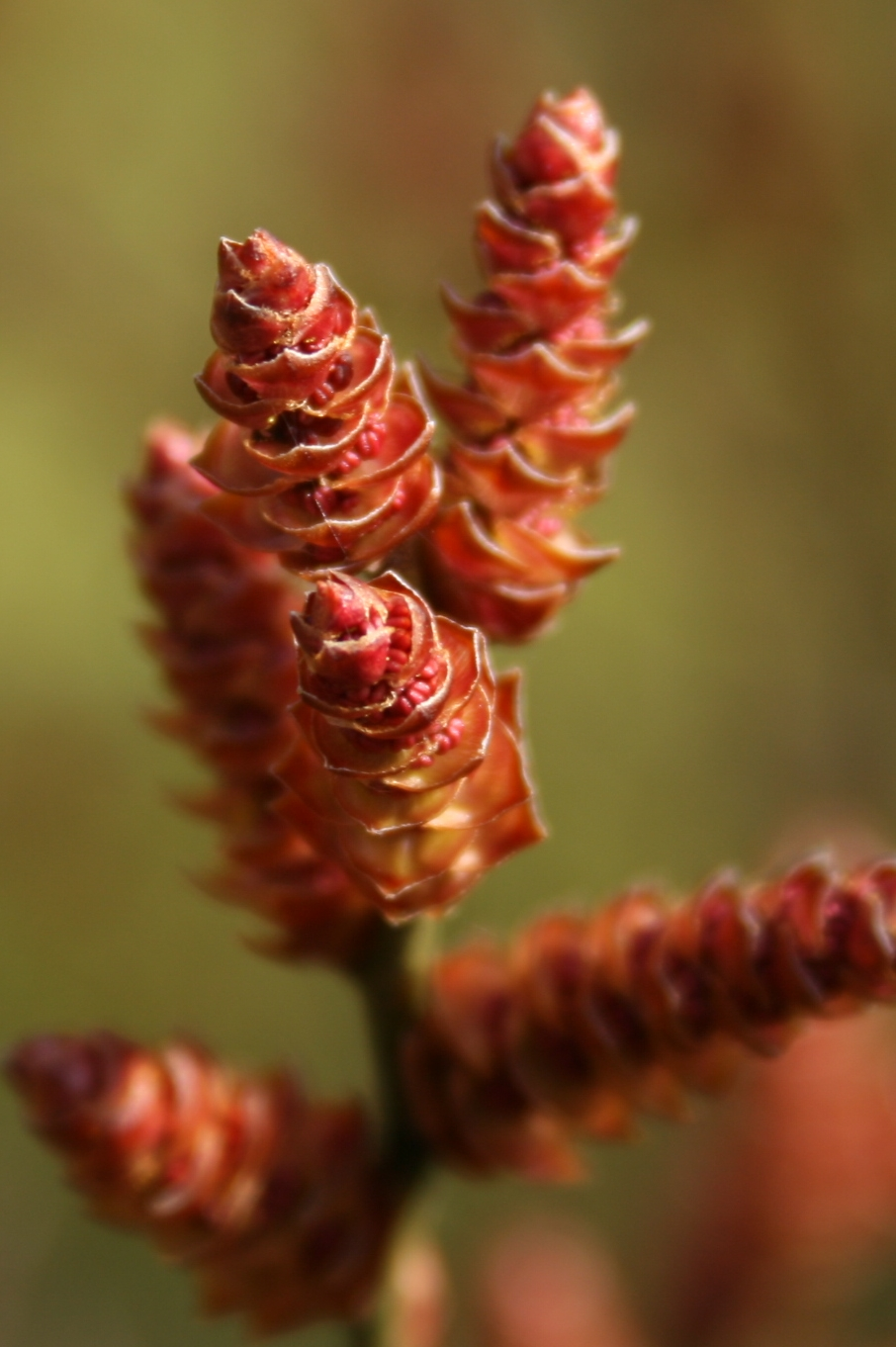
Samčí květenství vřesny bahenní
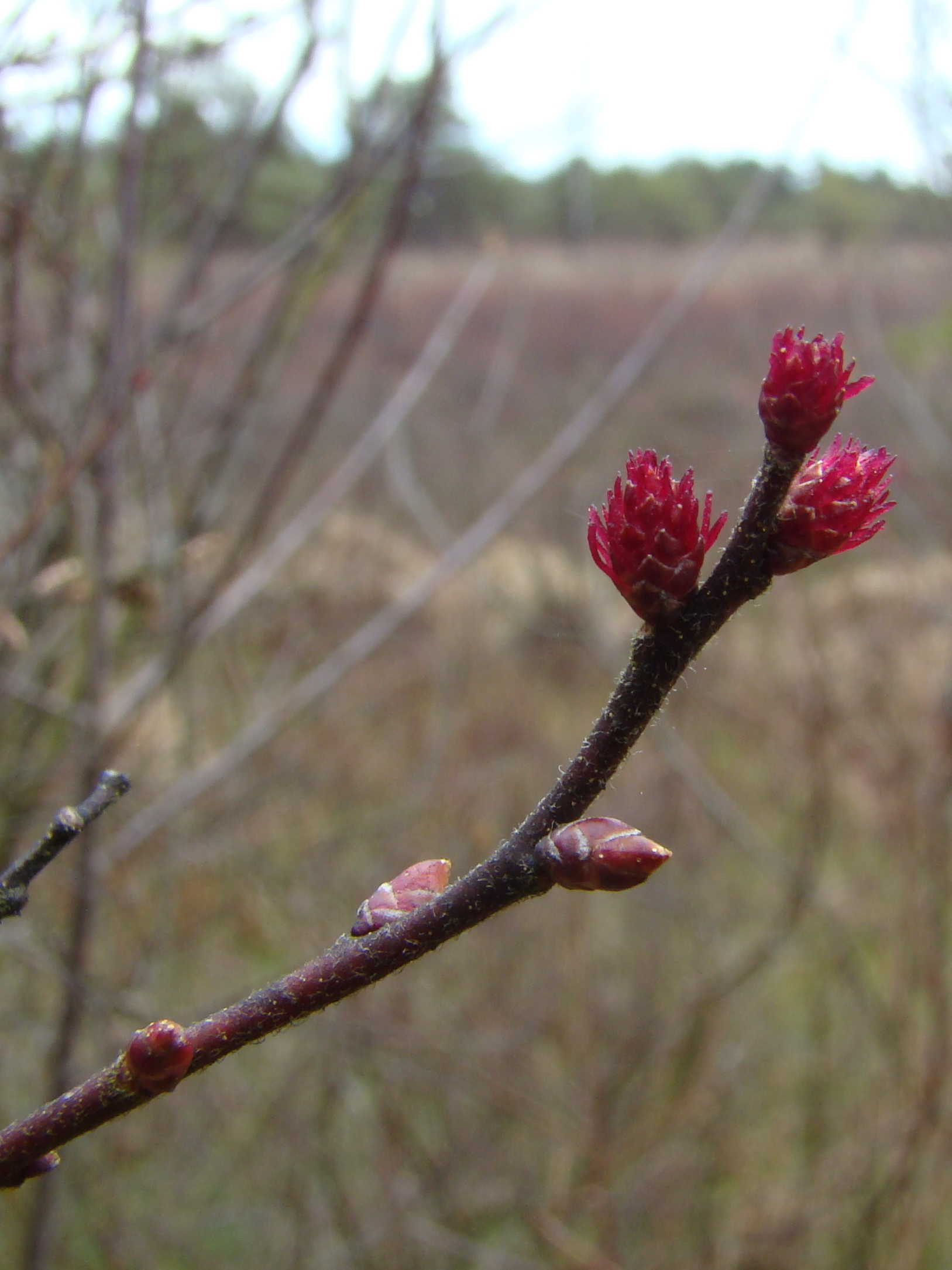
Samičí květenství vřesny bahenní
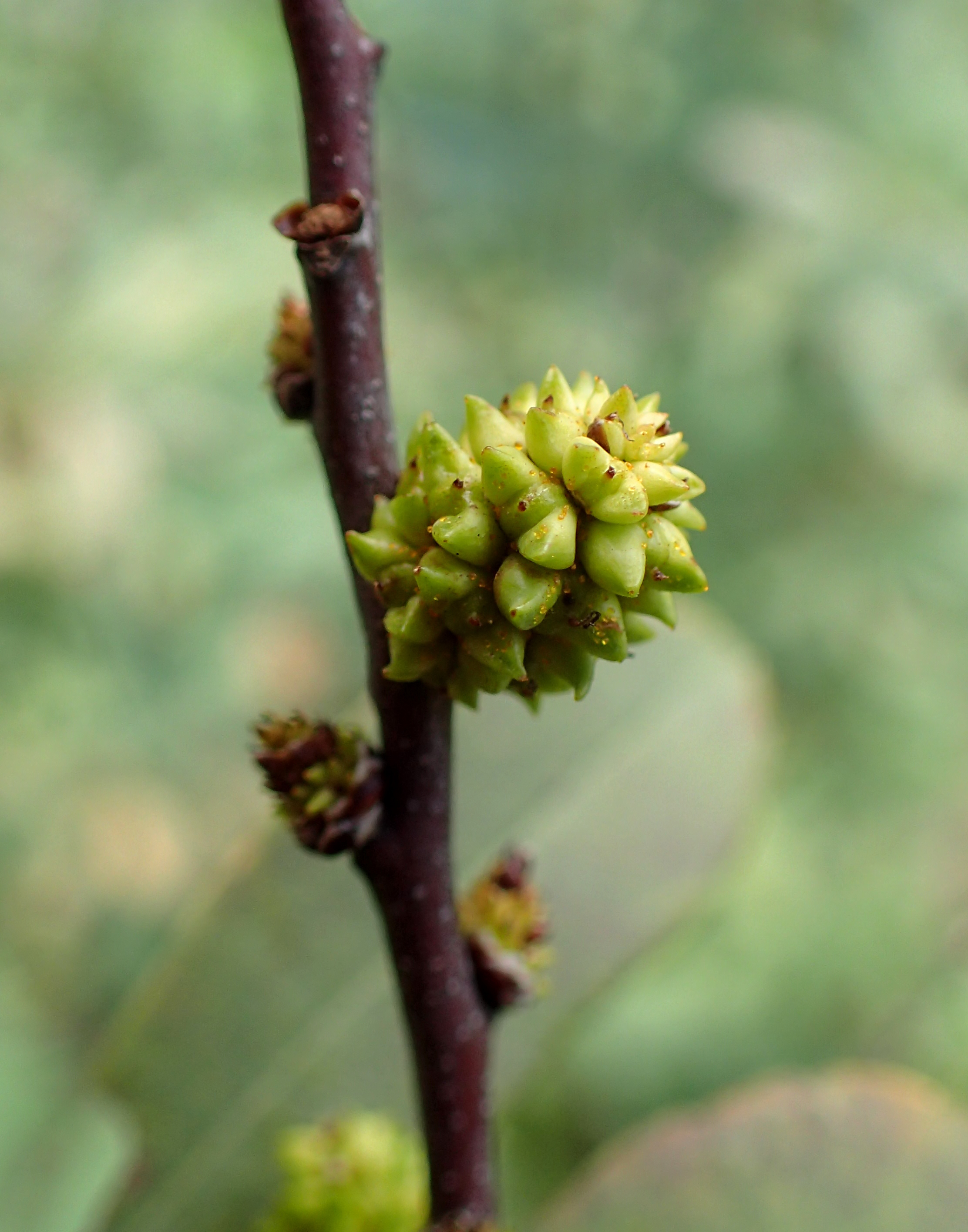
Plodenství vřesny bahenní

## Rozšíření
Rod vřesna zahrnuje podle současné taxonomie pouze 2 druhy s výrazně disjunktním areálem. Vřesna bahenní je rozšířena v atlantické a severní části Evropy od severozápadního Ruska až po Španělsko a Portugalsko. Druh
Myrica hartwegii je endemit pohoří Sierra Nevada v Kalifornii.

## Taxonomie
Rod Myrica byl tradičně dělen na základě morfologie do dvou podrodů (podrod Myrica a podrod Morella), které někteří taxonomové hodnotili na úrovni samostatných rodů. Výsledky molekulárních studií jim daly za pravdu, neboť se ukázalo, že rod Myrica v klasickém širokém pojetí je tak parafyletický. Rod (podrod) Myrica je sesterskou větví rodu Comptonia a oba tyto klady tvoří sesterskou větev rodu (podrodu) Morella. Rod Myrica v současném pojetí zahrnuje pouze 2 druhy: Myrica gale a Myrica hartwegii, zatímco všechny ostatní druhy byly přeřazeny do rodu Morella (voskovník). Někdy je uváděn ještě druh Myrica uchanovii ze severozápadního Ruska, který je křížencem dvou poddruhů vřesny bahenní (Myrica gale subsp. gale × Myrica gale subsp. tomentosa) a nejedná se tedy o taxon na úrovni samostatného druhu.
Na rozdíl od rodu Morella jsou zástupci rodu Myrica opadavé a mají hladké plody bez hrbolků a bez voskovité vrstvy na povrchu. Oba rody se také mj. liší morfologií průduchů.

## Zástupci
- vřesna bahenní (Myrica gale)
- vřesna rudá (Myrica rubra)

## Význam
Vřesna bahenní má dlouhou tradici použití k aromatizaci piva a k barvení vlny na žluto. Občas je tento druh pěstován jako sbírková rostlina v botanických zahradách a lze se s ním setkat např. ve sbírkách Dendrologické zahrady v Průhonicích.